# Kotpad
Kotpad es una ciudad y  comité de área notificada situada en el distrito de Koraput en el estado de Odisha (India). Su población es de 16326 habitantes (2011). Se encuentra a 59 km de Koraput. 

## Demografía
Según el censo de 2011 la población de Kotpad era de 16326 habitantes, de los cuales 7945 eran hombres y 8381 eran mujeres. Kotpad tiene una tasa media de alfabetización del 76,24%, superior a la media estatal del 72,87%: la alfabetización masculina es del 83,60%, y la alfabetización femenina del 69,32%.